# 마르셀 브로이어

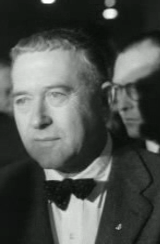
마르셀 브로이어

마르셀 브로이어(Marcel Breuer, 1902년 5월 22일 ~ 1981년 7월 1일)은 헝가리 출신의 모더니즘 건축가, 가구 디자이너이다.
헝가리의 페치에서 태어났다. 애당초 화가와 조각가가 되고자 하여 빈으로 옮긴 뒤, 바우하우스의 제1기생으로 입교했다.
그의 관심은 가구 디자인 분야에 있었으나 규격 모델을 사용한 주택에 착수함으로써 건축분야로 진출하였다.
그는 바우하우스에서 가구에 관한 전문 코스의 공방을 담당하였는데 그가 뜻한 바는, 가구는 대량생산에 대응할 수 있는 단순한 형태와 다양한 기능을 가져야 한다고 단정하여 공장과 협력하여 조립될 수 있는 유니트 가구의 개발에 있었다. 그는 가구에 대하여 이렇게 생각하였다. "누구나가 어디에서나 용이하게 사용될 수 있는 다양성이 필요하다" 나아가 "형태는 단순하고 또한 완전한 기능을 갖지 않으면 안 된다"고 생각하였다. 이 이념은 바우하우스의 파이프 의자로 실현되었다. 1925년에 스틸파이프로 만든 의자는 그의 명성을 단번에 유명하게 만든 수작으로서 대량 생산되는 가구에 있어서의 미적인 가능성을 실증한 최초의 작품이라 하겠다.
1937년에 독일의 정치정세가 악화되자 그로피우스에 초대되어 미국으로 건너갔다. 그는 미국에서 그의 이념을 건축으로 확대하고 차례차례로 주택작품에 실현하여 갔다. 이것은 '브로이어조(調)'로 불려 중류주택의 주류를 담당하기까지에 이르렀다. 그의 주요작품으로 <자택> <도르데르탈 아파트> 등이 있다. 1952년에는 파리에 있는 유네스코 본부의 설계에 참가하기도 했다.

## 참고 문헌
- 《글로벌 세계대백과사전》,  〈브로이어〉
- 《글로벌 세계대백과사전》,  〈브로이어〉